# Takeyuki Nakayama
Takeyuki Nakayama ( (中山竹通?, Nakayama Takeyuki); Ikeda, 20 dicembre 1959) è un ex maratoneta giapponese, che vinse la medaglia d'oro ai Giochi asiatici del 1986.
Nella sua carriera ha vinto la maratona di Fukuoka (1984 e 1987), la maratona di Seul (1985) e la maratona di Tokyo (1990).

## Palmarès
Ha partecipato a due edizioni dei Giochi Olimpici:
- Seul 1988: 4º
- Barcellona 1992: 4º

## Campionati nazionali
1988
- Oro ai campionati giapponesi di maratona - 2h08'58"

## Altre competizioni internazionali
1983
- 14º alla Maratona di Fukuoka ( Fukuoka) - 2h14'15"

1984
- Oro alla Maratona di Fukuoka ( Fukuoka) - 2h10'00"

1986
- 4º alla Maratona di Tokyo ( Tokyo) - 2h08'43"

1987
- Oro alla Maratona di Fukuoka ( Fukuoka) - 2h08'18"

1990
- Oro alla Maratona di Tokyo ( Tokyo) - 2h10'57"

1992
- Argento alla Maratona di Tokyo ( Tokyo) - 2h10'25"

1994
- 8º alla Maratona di Parigi ( Parigi) - 2h13'11"
- 17º alla Maratona di Fukuoka ( Fukuoka) - 2h15'23"